# Constantin Brunner
Constantin Brunner var en pseudonym för den tyske filosofen Leopold Wertheimer, född 27 augusti 1862 i Altona, död 27 augusti 1937 i Haag.
Constantin Brunner företrädde en allenhets- och allbesjälningslära, besläktad med Baruch Spinozas, vars psykofysiska identitetsteori han var influerad av. Brunner, som var jude, kämpade mot antisemitism, men avvisade även sionismen. Sina tankar framställde Brunner bland annat i Die Lehre von den Geistigen und vom Volke (2 band, 1906-1908), Die Judenhass und die Juden (1918) samt Liebe, Ehe, Mann und Wieb (1924).